# Claudia Schubert (Moderatorin)

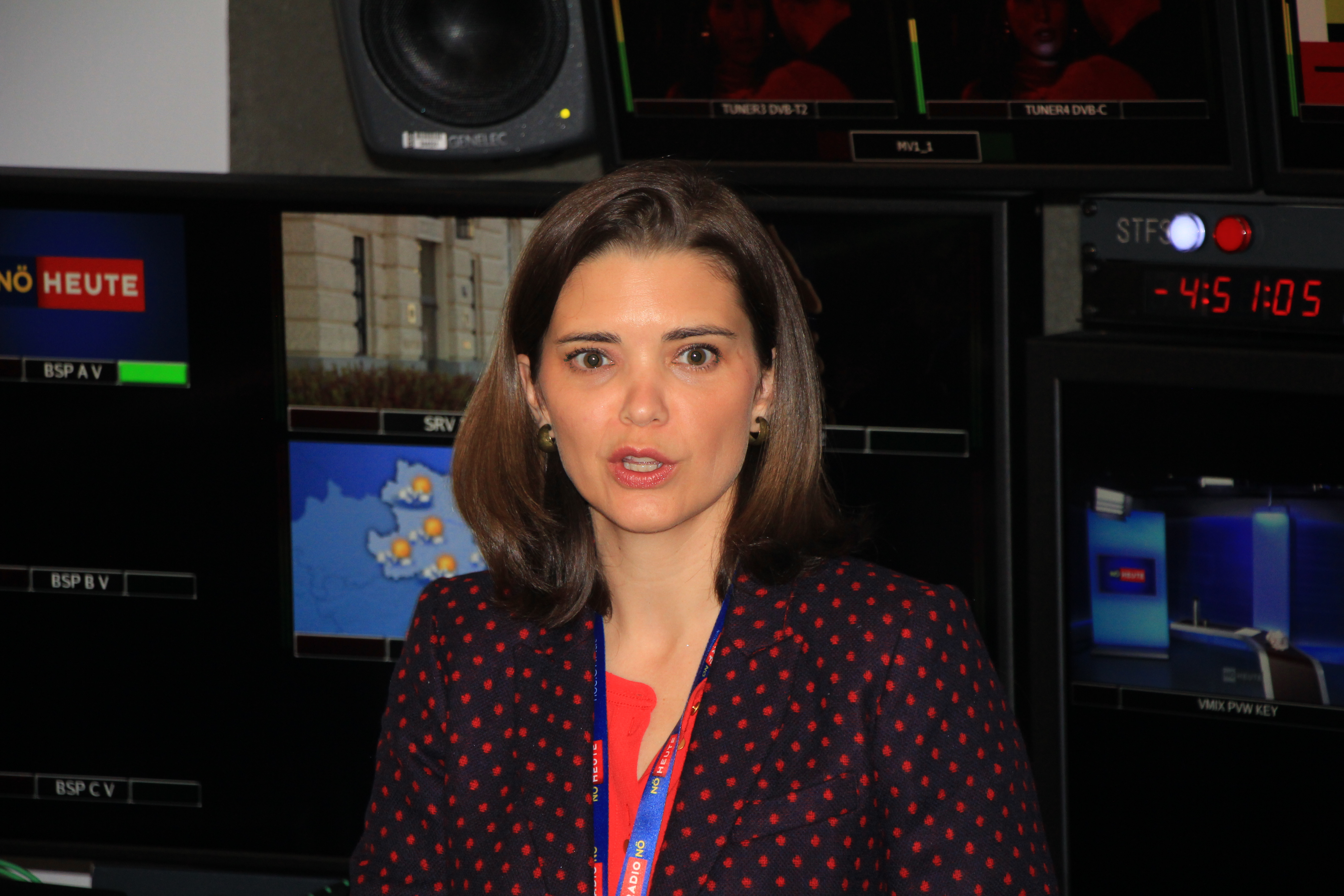
Claudia Schubert (2017)

Claudia Schubert (* 22. Dezember 1978 in Wien) ist eine österreichische Fernsehmoderatorin. Im Juli 2025 wurde sie zur Chefredakteurin des ORF Niederösterreich bestellt.

## Karriere
Schubert wuchs in Schrattenthal im Weinviertel auf. Nach der Matura studierte sie an der WU Wien Handelswissenschaft. Danach arbeitete sie dreieinhalb Jahre in einem Unternehmen im internationalen Vertrieb. Sie absolvierte eine Sprechausbildung und präsentierte dann die Nachrichten bei einem Wiener TV-Sender. Seit Anfang 2007 arbeitet sie im aktuellen Dienst des ORF Niederösterreich.
Sie ist als Redakteurin, Moderatorin und Chefin vom Dienst für die Fernsehsendung Niederösterreich heute im Fernsehen sowie für die Nachrichten auf Radio Niederösterreich tätig. In den Jahren 2014, 2015 und 2017 war sie als Reporterin für Niederösterreich bei der Bundesländershow 9 Plätze – 9 Schätze zu sehen.
Im Jahr 2017 wurde sie im Rahmen der Auszeichnung Journalist des Jahres des Branchenmagazins Der Österreichische Journalist als Lokaljournalistin des Jahres für Niederösterreich gewürdigt.
Schubert war stellvertretende Chefredakteurin des ORF Niederösterreich. Aufgrund einer Auszeit von Chefredakteur Benedikt Fuchs übernahm sie im November 2024 zunächst interimistisch die Leitung der Redaktion. Im Juli 2025 wurde sie zur Chefredakteurin des ORF Niederösterreich bestellt.